# Leptosomatina conicaudata
Leptosomatina conicaudata är en rundmaskart som beskrevs av Vitiello 1970. Leptosomatina conicaudata ingår i släktet Leptosomatina och familjen Leptosomatidae. Inga underarter finns listade i Catalogue of Life.